# اندیس چاه موسی
چاه موسی یک اندیس فلزی است که در حوالی شهر معلمان استان سمنان قرار دارد و مادهٔ معدنی موجود در آن، مس است.سنگ میزبان این اندیس اندزیت است و دیرینگی آن به دوران ترشیاری می‌رسد. 